# A Single
«The Hanging Garden» —también conocido como «A Single» — es el primer y único sencillo que se desprende del álbum Pornography y séptimo sencillo publicado por la banda británica The Cure en 1982. Inicialmente se lanzó como un vinilo de 7" incluyendo una versión en vivo de «Killing an Arab» como lado B. Posteriormente salió en otras dos versiones conocidas como «A Single», la primera incluyó dos vinilos de 7" y la segunda un vinilo de 10 pulgadas. Ambas versiones se conformaron de cuatro temas en total; además de «The Hanging Garden» se incluyó el tema inaugural de Pornography, «One Hundred Years», más dos temas en vivo, «A Forest» y el mencionado «Killing an Arab», ambos grabados en el teatro Manchester Apollo de Inglaterra (hoy conocido como O2 Apollo Manchester) el 27 de abril de 1982.
«The Hanging Garden» alcanzó el puesto 34 en las listas británicas de sencillos.

## Lista de canciones
- Edición de 7"

A «The Hanging Garden» - 4:22
B  «Killing an Arab» (en vivo) - 5:06
- Edición «A Single» 7 y 10"

Del álbum Pornografía
A1 «The Hanging Garden» - 4:25
A2 «One Hundred Years» - 6:41
Grabado en vivo en Mánchester (27 de abril de 1982 en el teatro Manchester Apollo)
B1 «A Forest» - 6:42
B2 «Killing an Arab» - 3:22

## Posicionamiento en listas
| Lista (1982)                   | Máxima posición |
| ------------------------------ | --------------- |
| Reino Unido (UK Singles Chart) | 34              |

## Personal
| Músicos - Robert Smith - guitarra, teclado, voz - Simon Gallup - bajo, teclado - Laurence Tolhurst - batería, teclado | Producción - Producido por: The Cure y Phil Thornalley - Grabado y mezclado en: RAK (Estudio uno), Londres - Publicado por: APB Music Ltd. - Ingenieros de sonido: Mike Nocito, Robert Smith y Phil Thornalley - Ingeniero asistente: Martyn Webster - Fotografía: Michael Kostiff - Diseño de portada: Ben Kelly y The Cure - Agradecimientos: Chris Parry, Barry Smith (masks), Nick (Rhino), Hugh (Rak), Arun (Master Room), Joanne (food) e Ita (Fiction) |